# Кармартеншир
Карма́ртеншир (англ. Carmarthenshire) — область у складі Уельсу. Розташована на південному сході країни. Адміністративний центр — Кармартен.

## Найбільші міста
Міста з населенням понад 5 тисяч осіб:
| № | Місто      | Населення, осіб (2001) |
| - | ---------- | ---------------------- |
| 1 | Лланеллі   | 46 357                 |
| 2 | Кармартен  | 14 648                 |
| 3 | Амманфорд  | 12 615                 |
| 4 | Баррі-Порт | 7 774                  |
| 5 | Брінамман  | 5 631                  |